# Elias Atallah
 (juin 2012).
Si vous disposez d'ouvrages ou d'articles de référence ou si vous connaissez des sites web de qualité traitant du thème abordé ici, merci de compléter l'article en donnant les références utiles à sa vérifiabilité et en les liant à la section « Notes et références ».
Elias Atallah est un homme politique libanais, né en 1947.
Il a commencé son action politique au sein du Parti communiste libanais dès 1971 et a pris part à la résistance nationale contre l’occupation israélienne en 1982, auprès de Georges Hawi.
En 2004, il fait défection au Parti communiste libanais et fonde avec un groupe d’intellectuels libanais, dont Samir Kassir, le Mouvement de la gauche démocratique, situé clairement dans l’opposition à la mainmise syrienne sur le Liban. La Gauche démocratique se veut un parti social-démocrate moderne et laïc.
Elias Atallah prend part à la Révolution du Cèdre et se présente aux élections législatives de 2005 au Chouf. Or les difficultés pour lui trouver une place sur les listes du 14 mars l’ont poussé à déplacer sa candidature, vers une autre circonscription, Tripoli. Il fait campagne en alliance avec le Courant du Futur, les Forces libanaises et les autres forces de l'Alliance du 14 Mars et est élu député maronite de Tripoli en juin 2005, au sein de la nouvelle majorité anti-syrienne. Il ne se représente pas aux élections de 2009.
Après le retrait de l'armée syrienne du Liban, il a été élu représentant du siège maronite à Tripoli lors des élections parlementaires libanaises de 2005, au cours desquelles il est devenu le premier député à représenter un parti politique laïque de gauche au parlement libanais.